# Adiantum anceps
Adiantum anceps är en kantbräkenväxtart som beskrevs av William Ralph Maxon och Morton. Adiantum anceps ingår i släktet Adiantum och familjen Pteridaceae. Inga underarter finns listade.